# 死者能舞

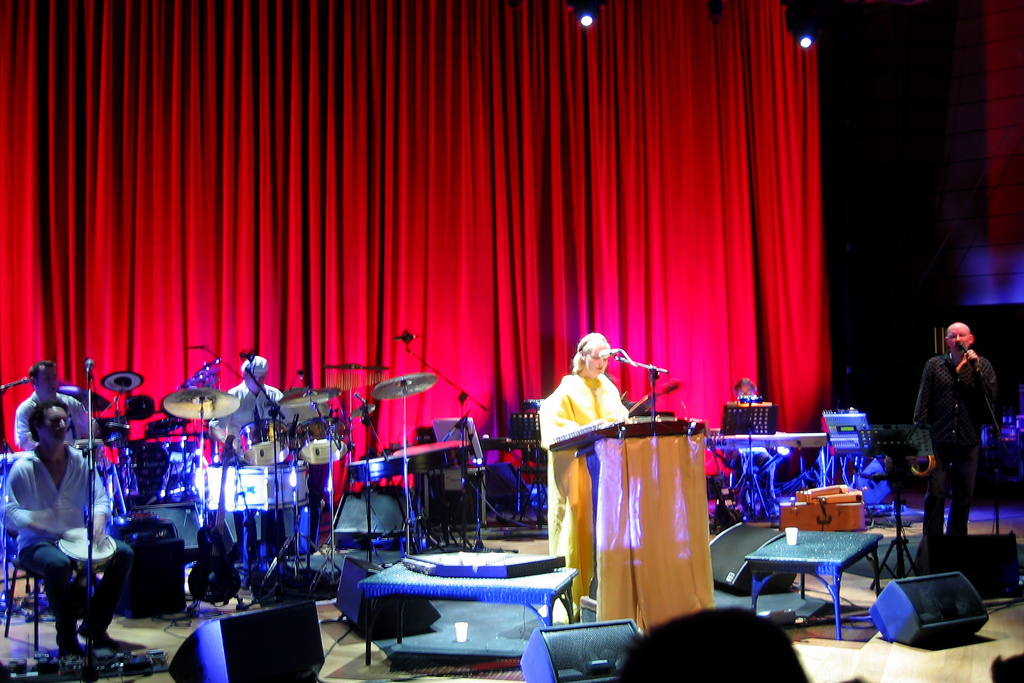
Dead Can Dance

Dead Can Dance是英国独立唱片公司4AD旗下最具影响力的乐队之一，其核心成员是 男中音, Brendan Perry（男主音，吉他手，多样器乐演奏家）女低音莉薩·杰勒德（女主音，扬琴手，多样器乐演奏家）。
该乐队于1981年在澳洲成立，并于1983年与4AD签下合约，翌年推出乐队的处女作——同名专辑“Dead Can Dance”。这张专辑收录了乐队在成立后的3年间创作的歌曲，带有明显的朋克影响。同年年底，乐队又发表了名为“Garden of the Arcane Delights”的迷你专辑(EP)。
第二张专辑，“Spleen and Ideal”于1985年推出，这张专辑标志着乐队初步探索出其日后的主要风格，即将欧洲民俗音乐——特别是带有中世纪与文艺复兴时期色彩的——与氛围流行乐（Ambient Pop）结合，营造出一种迷离的宗教气氛与富于异国情调的旋律。
“Within the Realm of a Dying Sun”，乐队的第三张专辑，于1986年出版。
第四张专辑，“The Serpent's Egg”，则于1988年面世，与上一张作品的肃穆的哥特风格相比，这张专辑受拜占庭宗教音乐的影响，旋律庄严而缓慢。同年，乐队还为电影“El Niño de La Luna”（由Agustin Villarongas导演）配乐，而且这部电影令Lisa Gerrard初登大荧幕。
“Aion”，第五张专辑，于1990年出版，这张专辑显示出乐队对中近东音乐元素的注意与兴趣。同年，乐队进行了一次美国巡回演出，获得好评。为了进一步开拓美国市场，乐队于1991年发表精选专辑“A Passage in Time”，这是乐队第一张进入美国市场的作品。
1993年初，乐队为纪录片“Baraka (纪录片)”配乐，并在同年秋天发表新专辑“Into the Labyrinth”，这张专辑在欧美两地都获得巨大的成功。紧接着，乐队在欧美举行了另一次巡回演出，并在翌年推出记录了这次巡回演出的现场唱片“Toward the Within”.
1995年，Lisa Gerrard发表其个人专辑“The Mirror Pool”，引起外界猜测乐队是否要解散。1996年夏，乐队推出最后一张作品，“Spiritchaser”，这张专辑有明显的部落音乐色彩。乐队在随后举办了一次全球巡回演出，然后于1998年宣布解散。
2005年，4AD公开宣布Dead Can Dance重组。